# Halingen (Menden)
Halingen liegt seit der kommunalen Neugliederung 1975 in der nordrhein-westfälischen Stadt Menden (Sauerland), Märkischer Kreis.
Bis 1974 existierte die Gemeinde Halingen, Amt Menden, Kreis Iserlohn. Im Gebiet dieser Gemeinde lag neben Halingen auch Dahlhausen.

## Geografie
Halingen liegt im Nordwesten des Stadtgebiets von Menden (Sauerland) an der Grenze zu Iserlohn im Westen und Fröndenberg/Ruhr im Norden.
Am 1. Juli 2017 hatte der „Ortsteil Halingen“ 1827 Einwohner.

## Geschichte

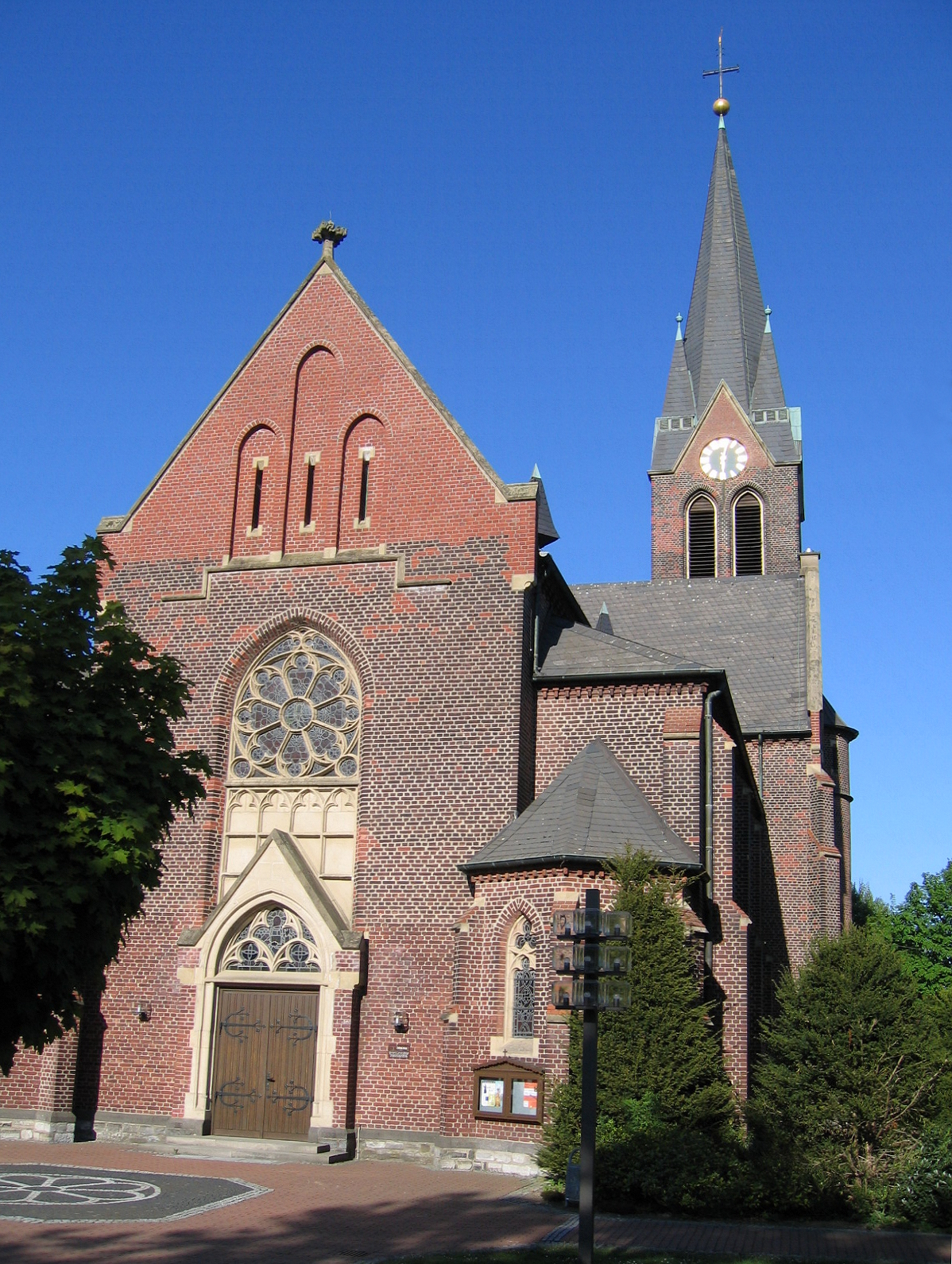
Katholische Kirche „St. Antonius Einsiedler“

Halingen wurde im Jahr 1096 erstmals urkundlich erwähnt und feierte im Jahr 1996 über zwei Wochen lang sein 900-jähriges Bestehen.
Die Gemeinde Halingen war bis 1975 ein Zusammenschluss der drei Ortschaften Halingen, Abendsiepen und Dahlhausen im damaligen Amt Menden, Kreis Iserlohn.
Das Wappen der ehemaligen Gemeinde Halingen enthält – wie alle Wappen des Amtes Menden – ein „Kuheisen“, über dem, auf silbernem Grund, eine schwarze „Feuersäge“ dargestellt ist, welche für die Höhenregulierung eines Topfes über der offenen Feuerstelle nötig war. Die niederdeutsche Bezeichnung für eine solche Feuersäge ist „Haal“ oder „Hoal“. Daher stammt die Verbindung zum Namen des Dorfes.
Die Gemeinde Halingen, die damalige Stadt Menden (Sauerland) und weitere Gemeinden des damaligen Amtes Menden wurden nach dem „Gesetz zur Neugliederung der Gemeinden und Kreise des Neugliederungsraumes Sauerland/Paderborn (Sauerland/Paderborn-Gesetz)“ am 1. Januar 1975 zu einer neuen Gemeinde, der heutigen Stadt Menden (Sauerland), zusammengeschlossen.

## Kultur und Sehenswürdigkeiten
Im Halinger Ortsteil Dahlhausen liegt das Schloss Dahlhausen, welches sich im Besitz der Familie von Fürstenberg befindet.

## Wirtschaft und Infrastruktur
Direkt am Ort vorbei verläuft die Bundesstraße 515, die kurz vor der Stadtgrenze zum Fröndenberger Ortsteil Langschede in die Bundesstraße 233 mündet.
In Halingen gibt es die „Städtische Kindertageseinrichtung Halingen“, die in den Räumlichkeiten der ehemaligen Grundschule untergebracht ist.

## Persönlichkeiten
- Claudia Effenberg (* 1965), Model und Designerin, in Halingen geboren